# Helgi Pjeturss
Helgi Pjeturss (även Pjeturs, ursprungligen Pjetursson), född 1872, död 1949, var en isländsk geolog.
Pjeturs deltog i uppmätningsexpeditionen i Egedesmindes distrikt på Grönland 1897 och utgav geologiska iakttagelser därifrån (1898). Hans viktigaste verk är emellertid undersökningen av Islands geologi; han företog många resor, och utgav som resultat av dessa en rad avhandlingar, av vilka särskilt kan nämnas Om Islands Geologi (1905) och Handbuch der regionalen Geologie, Island (1910).
Hans betydelse ligger främst i påvisandet av, att den mäktiga palagonitformationen, som man tidigare antog ha bildats före istiden, kan tillhöra denna, eftersom man på många platser funnit spår av istiden i denna; men även i många andra hänseenden, som i fastställandet av de olika fossilförande bildningarnas ålder, hade hans arbeten grundläggande betydelse.